# Roland Forissier
Pour les articles homonymes, voir Forissier.
Roland Forissier est un homme politique français né le 6 mars 1889 à Saint-Galmier (Loire) et décédé le 9 avril 1973 à Versailles (Yvelines).
Agriculteur, maire de Chalain-le-Comtal, il est député de la Loire de 1919 à 1924, inscrit au groupe de l'Entente républicaine démocratique. 

## Sources
- « Roland Forissier », dans le Dictionnaire des parlementaires français (1889-1940), sous la direction de Jean Jolly, PUF, 1960 [détail de l’édition]